# Smiltsena Palaiologina
Smiltsena Palaiologina, död efter 1305, var en kejsarinna av Bulgarien som gift med tsar Smilets av Bulgarien.  Hon var Bulgariens regent som förmyndare för sin son tsar Ivan II av Bulgarien 1298-1299.
Hon var dotter till Konstantin Palaiologos och Irene Komnene Laskarina Branaina, och brorsdotter till kejsar Mikael VIII Palaiologos. 